# دختران خیلی خوب
دختران خیلی خوب (انگلیسی: Very Good Girls) فیلمی در ژانر درام محصول ایالات متحده آمریکا که در سال ۲۰۱۴ به کارگردانی نائومی فونر منتشر شد. این فیلم در ۲۲ ژانویه ۲۰۱۳ در جشنواره فیلم ساندنس به نمایش درآمد.

## بازیگران
- داکوتا فانینگ
- الیزابت اولسن
- دمی مور
- ریچارد درایفس
- الن بارکین
- پیتر سارسگارد
- کلارک گرگ
- بوید هالبروک
- کرنان شیپکا